# Christian Ott
 (juillet 2024).
 (juillet 2024).
Améliorez-le ou discutez des points à vérifier. 
Christian Ott  est un organiste, claveciniste, professeur de musique, concertiste et compositeur français. Il est cotitulaire de l'orgue de la cathédrale Saint-Louis de Versailles.

## Biographie

### Formations et récompenses
Né en 1968 à Nancy,, Christian Ott passe sa jeunesse à Stiring-Wendel en Moselle. Il commence ses études musicales au conservatoire de Forbach avec François Ménissier comme professeur d'orgue. Après son baccalauréat, il poursuit son cursus au conservatoire de Strasbourg, dans la classe d'André Stricker, où il remporte des médailles d'or à l'unanimité, en orgue et en clavecin. Il suit ensuite les cours du célèbre claveciniste canadien Kenneth Gilbert.
Christian Ott étudie au conservatoire national supérieur de musique de Paris où il obtient des premiers prix à l'unanimité en orgue, clavecin et basse continue.
Par ailleurs, il suit des cours à l'université de lettres de Strasbourg où il obtient une maîtrise de musicologie en 1989.
En septembre 1989, il est lauréat du Concours international d'orgue de Boulogne-sur-Mer. En mars 1990, il remporte le 1er prix du concours international d'orgue de Bordeaux devant 28 autres candidats (dont 6 finalistes), par l'interprétation d'œuvres de Bach, Vierne, Franck et Duruflé.

### Enseignement et activités
Après avoir été professeur à l'École nationale de musique de Brest, il enseigne l'orgue aux conservatoires des 13e et 15e arrondissements de Paris,.
Depuis 1998, il est cotitulaire de l'orgue de la cathédrale Saint-Louis de Versailles,. Il a auparavant été organiste à l'église Saint-Jean-Baptiste-de-la-Salle à Paris et titulaire de l'orgue de la cathédrale de Belley.
Concertiste, il donne de nombreux concerts en France, et à l'étranger (Berlin, Saint-Petersbourg, Dresde, Waterloo, Fossalta di Piave, Barbastro, Malaga, entre autres).
Christian Ott joue parfois sur des orgues virtuels sur ordinateur à la place d'orgue à tuyaux. À propos de ce dernier, il aime en dire : « Le piano est le roi des instruments quand l'orgue en est le pape. »

### Compositions
Christian Ott est également compositeur, avec à son actif plusieurs pièces pour orgue seul ou en duo avec harpe, mais aussi pour harpe seule ou piano : Méditations religieuses (orgue et harpe) ; Prière (orgue) ; Invocation (orgue) ; Valse sentimentale (harpe ou piano) ; Rêverie (piano) ; Marche funèbre (orgue) ; Marche funèbre et chant céleste (orgue et harpe) ; Variations sur un thème breton (orgue).

## Le duo Thétis
Christian Ott se produit aussi en concert au sein du duo Thétis qu'il a formé avec son épouse, la harpiste Isabelle Lagors (née à Bordeaux en 1971), au cours desquels il joue de l'orgue, du clavecin ou de l'harmonium d'art.
Les deux partenaires se produisent aussi bien en France,,, qu'à l'étranger (Allemagne,, Espagne,,,), et certaines fois accompagnés par la soprano Lucie Fouquet, ou le flûtiste François Ducasse,.
Isabelle Lagors a étudié au CNSM où elle a obtenu un premier prix de harpe et deux prix de musique de chambre. Elle enseigne la harpe au conservatoire à rayonnement régional de Cergy-Pontoise.
En 1992, le duo a obtenu le Prix de musique de chambre baroque au CNSM de Paris, et est également récompensé par un premier prix à l'unanimité au concours international de l'UFAM (Union des Femmes Artistes Musiciennes).
Le duo Thétis a enregistré plusieurs CD composés de pièces inédites ou de transcriptions d'air célèbres.

## Discographie

### Christian Ott
- Pièces de concert : Christian Ott à l'orgue de l'église protestante de Forbach.
- Orgue du roy : Christian Ott aux grandes orgues de la cathédrale de Versailles.
- J.S. Bach, Toccata & fugue d-moll, orgel improvisationen : Christian Ott à l'orgue sur certaines pièces.

### Duo Thétis
- Romantic impression : Christian Ott (orgue) et Isabelle Lagors (harpe) à la cathédrale de Versailles.
- Musique de cour pour harpe et clevecin Duo Thetis : Christian Ott (clavecin) et Isabelle Lagors.
- Alexandre Guilmant, voix céleste et harpe éoliène : Christian Ott (orgue) et Isabelle Lagors à la cathédrale de Versailles.
- Florilège : Christian Ott (clavecin et orgue) et Isabelle Lagors.
- Orgel + Harfe (orgue + harpe) (2010) : Christian Ott (clavecin) et Isabelle Lagors[36].
- Orgue et harpe à la cathédrale de Versailles :  Christian Ott (orgue) et Isabelle Lagors.

### En trio
- Ave Maria, rare transcriptions : Christian Ott (orgue), Isabelle Lagors (harpe) et Lucie Fouquet (soprano)[37].
- Récital : Christian Ott (clavecin), Isabelle Lagors et Robert Expert (contreténor).